# Хемалда (станция)
Хемалда — железнодорожная станция 4 класса Вологодского региона Северной железной дороги на 482,5 км участка Вологда-I — Кошта (Северной ж.д.), в населённом пункте Хемалда, расположенном в Череповецком районе Вологодской области.

## География
Соседние станции (ТР4): 302244 477 км и 302263 489 км
Расстояние до узловых станций (в километрах): Вологда I — 115, Кошта — 19.

## История
Станция открыта в 1915 году.

## Коммерческие операции
- Продажа билетов на все пассажирские поезда. Прием и выдача багажа не производятся.